# 今日印度
《今日印度》（英語：India Today）是一个使用印度英语的印度新闻杂志和新闻电视频道。

## 历史
《今日印度》由印度企业家Vidya Vilas Purie创建于1975年，他的女儿Madhu Trehan担任编辑，他的儿子Shivani Gupta担任出版商。主要报道国内及全球最新的政治、经济新闻等。
目前发行主要使用印地语，泰米尔语，马拉雅拉姆语和泰卢固语。
今日印度新闻频道于2015年5月22日上线。

## 争议
2017年7月27日被爆出其提前出版的7月31日期封面将西藏、台湾从中国版图“抹掉”，引起中国方面不满。不仅如此，该杂志宣称其封面设计受到美国出版设计师协会（The Society of Publication Designers）赏识，被选为当日最佳封面。